# De kus (Hayez)
De kus (Italiaans: Il bacio) is een schilderij van de Italiaanse kunstschilder Francesco Hayez uit 1859, olieverf op linnen, 112 × 88 centimeter groot. Het is een emblematische weergave van een hartstochtelijke kus, als oer-romantisch thema. Het werk bevindt zich in de collectie van de Pinacoteca di Brera te Milaan.

## Afbeelding
De kus toont een jong koppeltje in een middeleeuwse setting, bij een zwaar romaans bouwwerk. De man is gekleed in een bruine reismantel waaronder een dolk herkenbaar is, een rode pofbroek en een spitse hoed met veer, die zijn gezicht bedekt. De vrouw draagt een elegante zijden jurk. Er lijkt sprake van een gepassioneerd rendez-vous, waarbij beiden elkaar innig kussen. Hun houding, waarbij de vrouw licht achterover leunt tegen de gebogen knie van de man, is klassiek dramatisch. De hand van de vrouw lijkt te zinderen van hartstocht, terwijl die van de man haar gezicht omvat. De schaduw rechts accentueert de lengte van haar sensueel vallende rok. Het lijkt of ze zich op een geheime plaats bevinden, een kus stelen. De linkervoet van de man staat nog op de trap, alsof hij elk moment weg moet rennen. Ook hun beider schaduw lijkt al te anticiperen op zijn vlucht. Links zien we een schaduw van een dienstmaagd die op uitkijk staat met haar rug naar de scene toe en zo het stiekeme karakter van het gebeuren versterkt.
Doorheen het sterk narratieve karakter van het werk, waarbij de toeschouwer volop ruimte wordt gelaten tot een eigen invulling, ademt het werk bovenal nostalgie en melancholie uit. Qua thematiek is het exemplarisch voor de Italiaanse romantiek. Qua techniek zien we echter nog duidelijk de invloed vanuit het neoclassicisme, waarin Hayez werd opgeleid.

## Duiding
Over de context van het werk is veel gespeculeerd. Het tafereel lijkt te verwijzen naar literaire voorbeelden als William Shakespeares Romeo en Julia of Alessandro Manzoni's Lucia en Renzo, die Hayez al eerder inspireerden tot vergelijkbare werken. Directe aanwijzingen hiervoor worden echter niet gegeven, sowieso niet via de titel.

#### Hartstochtelijke liefde

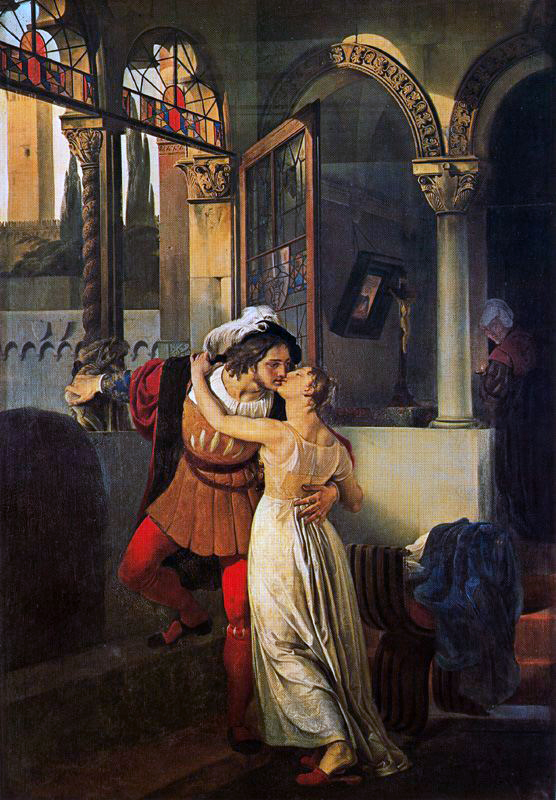
Hayez Romeo en Julia, 1823, eerder werk, vergelijkbaar thema

Onmiskenbaar in het schilderij is hoe dan ook het thema van passie en hartstocht. Die gevoelens lijken voor de in 1859 bijna zeventigjarige Hayez overigens niet louter imaginair te zijn geweest. Aangenomen wordt dat hij een grote liefde koesterde voor de jonge vrouw die model stond voor het werk, Angiolina Rossi, een 38 jaar jongere voormalige studente aan de Brera Academie, waar hij doceerde. Rossi was vanaf 1853 zijn belangrijkste model en muze. Na 1873, toen Hayez' vrouw Vincenza overleed, zou ze bij hem intrekken om de rest van zijn leven bij hem te blijven. Waarschijnlijk koesterde hij reeds ten tijde van het ontstaan van De kus een sterke, wellicht heimelijke liefde voor haar. In dat licht bezien zou de diepere betekenis gezocht kunnen worden in het motief van de ongeoorloofde liefde.

#### Symbool voor eenheidsstreven
Los van het thema van de hartstocht wordt vaak geopperd dat De kus symbool staat voor het Italiaanse eenheidsstreven, het risorgimento, dat in die periode erg actueel was. Het werk werd geschilderd drie maanden na een ontmoeting in Milaan tussen Vittorio Emanuele II, de latere koning van Italië, en Napoleon III, die afspraken gezamenlijk ten strijde te trekken tegen Oostenrijk-Hongarije. Om die reden wordt het schilderij zelfs wel geduid als een uitdrukking van de toenmalige Frans-Italiaanse alliantie, mede omdat de kleuren van beider landen vlaggen in de kleding van de figuren lijken te zijn verwerkt. In een latere tweede versie van het schilderij, toen de relatie met Frankrijk weer wat was bekoeld, brengt Hayez de kleurstelling in de kleding van beide figuren terug tot de samenstelling van enkel de Italiaanse vlag.

#### Iconische verbeelding van de kus
Onafhankelijk van elke duiding heeft De kus zich in de loop der tijden ontwikkeld tot een iconische verbeelding van de hartstochtelijke kus. Het raakt in al haar dramatiek een oerthema uit de romantiek, passend bij de vurige Italiaanse volksaard. Als zodanig werd dit ook door volgende generaties steeds herkend, tot op de dag van vandaag. Het schilderij wordt thans beschouwd als het belangrijkste Italiaanse meesterwerken uit Italiaanse romantiek. In de jaren 1920 waren er chocolaatjes op de markt met de naam Il Bacio en de twee kussende figuren op de wikkel. Luchino Visconti gebruikte het beeld ter inspiratie van de centrale scene in zijn film Senso.. De kus is het meest gereproduceerde schilderij uit de negentiende Italiaanse kunst.

## Andere versies
De kus werd op 9 september 1859 tentoongesteld te Milaan en trok direct grote aandacht. Het werk was gemaakt in opdracht van de patriottische graaf Alfonso Maria Visconti di Saliceto, die het in 1886 naliet aan het Brera Museum. Hayez schilderde later nog drie andere versies naar hetzelfde thema, slechts op kleine details afwijkend. In 1861 maakte een versie voor de rijke Duitse bankier en mecenas Enrico Mylius. Een derde versie maakte hij in 1867 voor de Wereldtentoonstelling in Parijs en bleef lang in bezit van de kunstenaar. Deze tweede en derde versie werden respectievelijk in 2008 en 2016 geveild bij Sotheby's en Christie's. Een kleinere vierde versie bevindt zich in een privé-verzameling in Turijn en werd aanvankelijk door Hayez geschonken aan de familie van Carolina Zucchi, een vroeggestorven model uit zijn eerdere loopbaan.

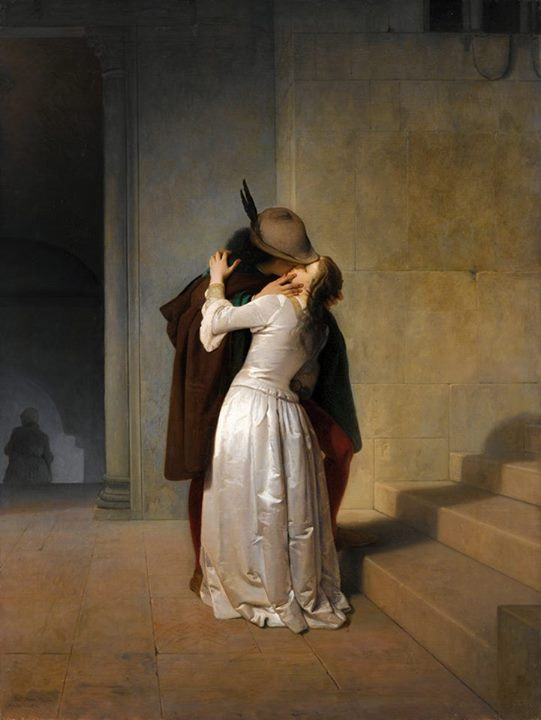
Versie uit 1861
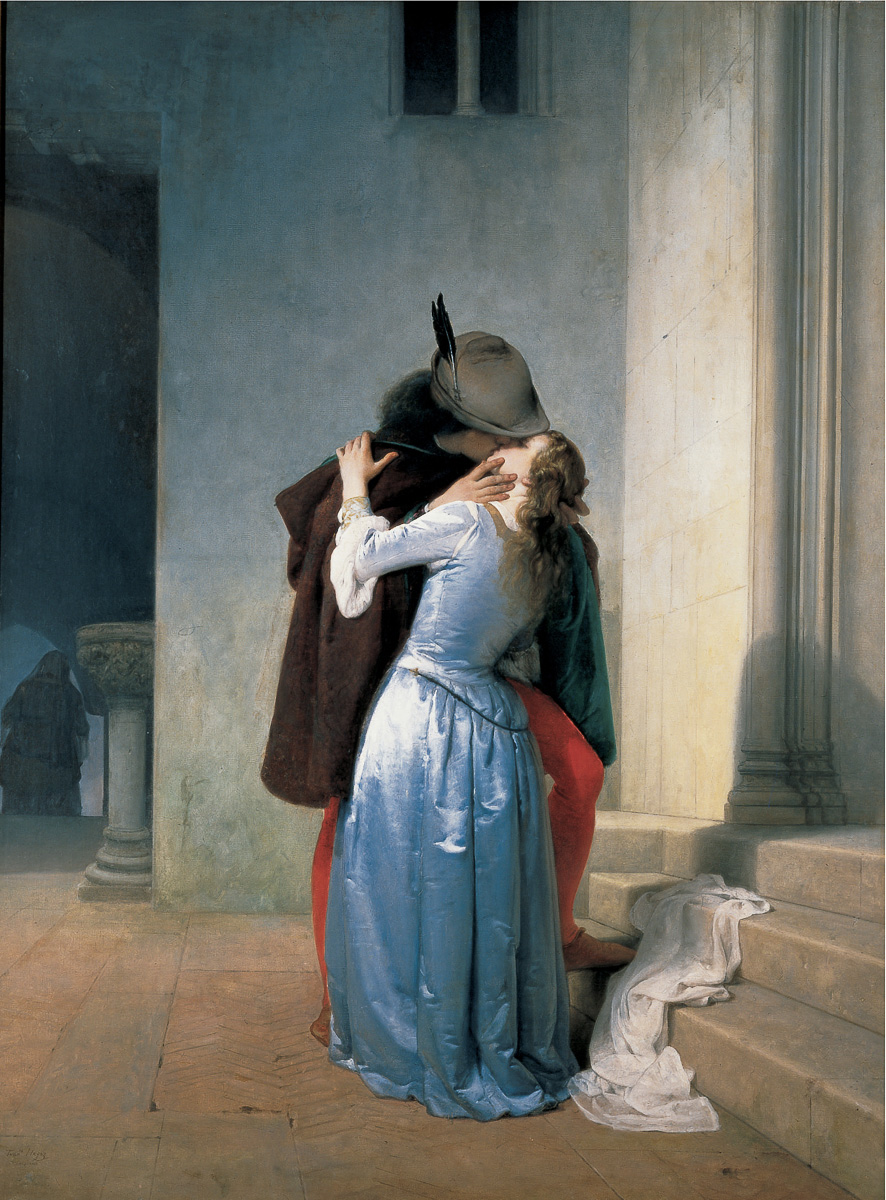
Versie uit 1867